# Zavala, Mozambic
Zavala este un oraș în Mozambic.